# مقصد نهایی ۴
مقصد نهایی (به انگلیسی: The Final Destination) که همچنین تحت عنوان مقصد نهایی ۴ نیز شناخته می‌شود، فیلمی آمریکایی در ژانر فراطبیعی ترسناک به نویسندگی اریک برس و کارگردانی دیوید آر الیس است. این چهارمین قسمت از سری فیلم‌های مقصد نهایی و دومین دنبالهٔ مستقل پس از فیلم مقصد نهایی ۳ (۲۰۰۶) است. بابی کامپو، شانتل ونسانتن، میکلتی ویلیامسون، کریستا آلن، هیلی وب و نیک زانو بازیگران فیلم هستند.
مقصد نهایی ۴ در تاریخ ۲۸ اوت ۲۰۰۹، توسط برادران وارنر پیکچرز به نمایش درآمد. این اولین فیلم در این فرنچایز به‌شمار می‌رود که به صورت اچ‌دی سه‌بعدی فیلم‌برداری شده‌است و در حال حاضر با فروشی بیش از ۱۸۷ میلیون دلار در سراسر جهان، پرفروش‌ترین فیلم مقصد نهایی محسوب می‌شود، اما به‌طور کلی با واکنش‌های منفی از سوی منتقدان همراه بود. پنجمین فیلم نیز تحت نام مقصد نهایی ۵ در اوت ۲۰۱۱ اکران شد.

## خلاصه داستان
زمانی که نیک (بابی کامپو) و دوستانش از تعطیلات آخر هفته خود در حین تماشای یک مسابقه رانندگی لذت می‌بردند، نیک طی یک پیش‌بینی مخوف می‌بیند که او و دوستانش در جریان یک تصادف وحشتناک و ویرانی سکوی مسابقه می‌میرند، اگرچه او در بار نخست موفق می‌شود جان خود و دوستانش و تعدادی از تماشاچیان را نجات دهد، اما این اتفاقات مرگبار مهلک دست از گریبان آن‌ها نمی‌کشد و مرگ دوباره به سراغ تعدادی از آن‌ها می‌آید نیک هربار صحنه مرگ یک نفر را در تصوراتش می‌بیند و متوجه می‌شود مرگ طبق ترتیبی که قرار بوده آن‌ها در صحنه تصادف بمیرند دوباره به سراغ نجات یافتگان می‌آید تا جان آن‌ها را بگیرد پس او تمام تلاش خود را برای نجات جان نجات یافتگان و خودش می‌کند و به همه هشدار می‌دهد و…